# Muzharul Islam

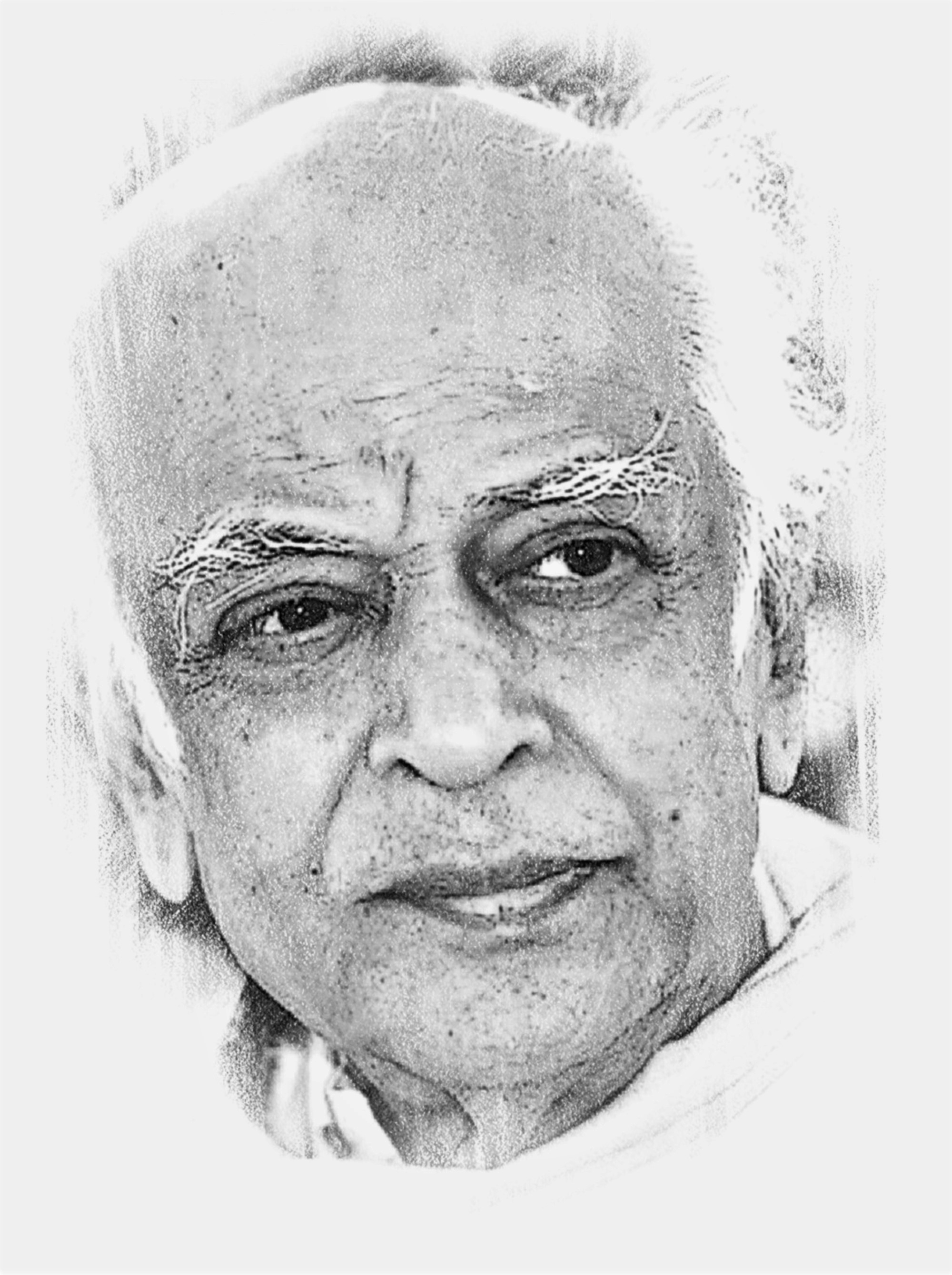
Muzharul Islam

Muzharul Islam (bengalisch মাজহারুল ইসলাম Mājahārul Islām; geboren am 25. Dezember 1923 in Murshidabad, Britisch-Indien; gestorben am 15. Juli 2012 in Dhaka, Bangladesch) war ein bangladeschischer Architekt der Moderne.

## Leben
Isla wurde am 25. Dezember 1923 in Murshidabad in Britisch-Indien als Sohn von Omdatul Islam und Zakia Khatoon geboren.
Er studierte an der University of Calcutta, die er 1942 mit einem Bachelor of Science und 1946 mit einem Bachelor of Engineering abschloss. Anschließend studierte er an der University of Oregon in den Vereinigten Staaten, die er 1952 mit einem Bachelor of Architecture abschloss. Von der AA School of Architecture London bekam er 1957 ein Graduate Certificate in Tropical Architecture. 1961 schloss er die Yale University mit einem Master ab.
Islam starb am 15. Juli 2012 in Dhaka.

## Rezeption und Bedeutung
Im Mai 2023 hat Bangladesch 16 von Islams realisierten Architekturprojekten unter dem Titel „The Architectural Works of Muzharul Islam: an Outstanding Contribution to the Modern Movement in South Asia“ auf seine Tentativliste für das UNESCO-Weltkulturerbe gesetzt.

## Bauten (Auswahl)

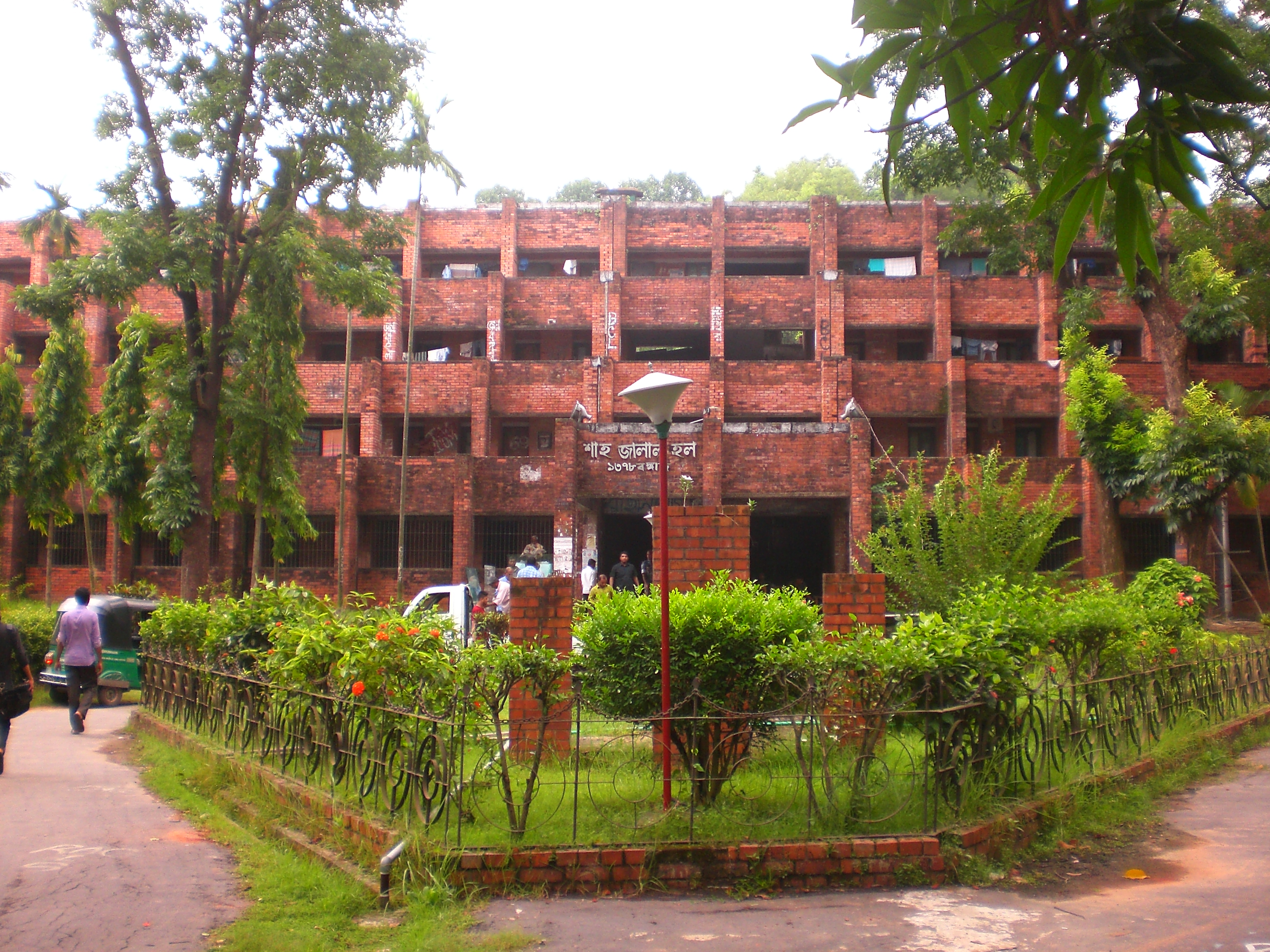
Chittagong University von 1965–71 (Ansicht 2015)

- 1953–54: Public Library (University of Dhaka Library)[4]
- 1953–56: College of Arts and Crafts (Institute of Fine Arts), University of Dhaka[4]
- 1962: Bangladesh Council of Scientific and Industrial Research (BCSIR) in Dhaka[3]
- 1962: Building 75 and Ladies Club of Azimpur Housing Estate in Dhaka[3]
- 1963: The National Institute of Public Administration or NIPA in Dkaha[3]
- 1964: Pabna Polytechnic Institute[3]
- 1964: Bogra Polytechnic Institute[3]
- 1964: Barishal Polytechnic Institute[3]
- 1964: Sylhet Polytechnic Institute[3]
- 1964: Rangpur Polytechnic Institute[3]
- 1964: Jahangirnagar University in Sabhar[3]
- 1964–71: Bangladesh Road Research Laboratories in Dhaka[3][5]
- 1965: Bangladesh Agricultural Development Corporation in Dkaha[3]
- 1965–71: Chittagong University[4]
- 1978–84: Limestone Mining and Cement Works Housing in Jaipurhat[4]
- 1980: National Library in Dhaka[3]